# Фабіо Боріні
Фа́біо Борі́ні (італ. Fabio Borini; нар. 29 березня 1991, Бентівольйо) — італійський футболіст, нападник «Сампдорії» . Грав за  національну збірну Італії.

## Клубна кар'єра
Народився 29 березня 1991 року в місті Бентівольйо. Вихованець юнацьких команд футбольних клубів «Болонья» та, з 16-річного віку, лондонського «Челсі».
У дорослому футболі дебютував 2009 року виступами за головну команду «Челсі», в якій в сезоні 2009/10 провів вісім ігор в різних турнірах. Наступного сезону до заявки «аристократів» не потрапляв, натомість навесні 2011 року був відданий в оренду до валлійського «Свонсі Сіті», кольори якого захищав лише декілька місяців.
Влітку 2011 року повернувся на батьківщину, уклавши п'ятирічний контракт з «Пармою». Втім, провівши у новому клубі лише одну гру в рамках розіграшу Кубка Італії, наприкінці серпня приєднався на умовах оренди до столичної «Роми». У січні 2012 року римський клуб викупив частину прав на гравця.
13 липня 2012 року перейшов до англійського «Ліверпуля». 27 квітня 2013 року у виїзному матчі проти «Ньюкасл Юнайтед» забив перший м'яч у чемпіонаті за «червоних». Утім ігровий час нападника у складі «Ліверпуля» був обмеженим, і сезон 2013/14 він провів в оренді в «Сандерленді», де відзначився десятьма голами у 40 матчах усіх турнірів.
Повернувшись 2014 року до «Ліверпуля», знову не зміг пробитися до основної команди і 31 серпня наступного року приєднався до «Сандерленд» вже на умовах повноцінного чотирирічного контракту. Утім відіграв лише половину цього контракту, регулярно отримуючи ігровий час, проте не відзначаючись високою результативністю.
2017 року повернувся на батьківщину, приєднавшись 30 червня до «Мілана» на умовах оренди із зобов'язанням викупу влітку 2018 року. Відіграв за «россонері» два з половиною сезони, протягом яких забив чотири голи у 51 матчі Серії A.
На початку 2020 року перейшов на умовах короткочасного контракту, термін дії якого завершився наприкінці сезону 2019/20, до «Верони». За веронську команду провів 14 матчів, забивши три голи.
14 грудня 2020 року в статусі вільного агента підписав контракт із турецьким клубом турецької Суперліги «Фатіх Карагюмрюк». За нову команду в подальшому відіграв три сезони, забивши в еліті турецького футболу 31 гол в 71 матчі. 
10 липня 2023 року також у статусі вільного агента підписав дворічну угоду із «Сампдорією», яка виступає в італійській Серія B. 

## Виступи за збірні
2006 року дебютував у складі юнацької збірної Італії. У командах різних вікових категорій взяв участь у 16 іграх на юнацькому рівні, відзначившись 4 забитими голами.
З 2009 року залучається до складу молодіжної збірної Італії. На молодіжному рівні зіграв у 14 офіційних матчах, забив 3 голи.
29 лютого 2012 року дебютував в офіційних матчах у складі національної збірної Італії товариською грою проти збірної США. Пізніше того ж року був у заявці збірної на Євро-2012, утім в іграх турніру, на якому італійці посіли друге місце, на поле не виходив. Згодом до лав національної команди не залучався.
| Дата       | Місто | Господарі | Результат | Гості | Турнір           | Голи | Примітки |
| ---------- | ----- | --------- | --------- | ----- | ---------------- | ---- | -------- |
| 29.02.2012 | Генуя | Італія    | 0 – 1     | США   | товариський матч | -    | 59'      |
| Усього     |       | Матчів    | 1         |       | Голів            | 0    |          |

## Титули та досягнення
- Чемпіон Англії: 2009-10
- Володар Кубка Англії: 2009-10
- Віце-чемпіон Європи: 2012